# Kara śmierci
     Wykonywana forma kary: 53 kraje
     Niewykonywana w praktyce (w ciągu ostatnich 10 lat nie wykonano żadnej egzekucji): 23 kraje
     Zachowana na specjalne okoliczności (np. stan wojny): 9 krajów
     Całkowicie wycofana: 110 krajów

Kara śmierci na świecie.
Wykonywana forma kary: 53 kraje
Niewykonywana w praktyce (w ciągu ostatnich 10 lat nie wykonano żadnej egzekucji): 23 kraje
Zachowana na specjalne okoliczności (np. stan wojny): 9 krajów
Całkowicie wycofana: 110 krajów

Kara śmierci, kara główna, kara ostateczna, najwyższy wymiar kary – pozbawienie życia sprawcy przestępstwa, praktykowane od początków istnienia prawa, różnie w zależności od krajów, systemów prawnych i epok. Najczęściej była przewidziana za zbrodnie jak zabójstwo lub zdrada stanu, ale śmiercią karano także drobniejsze przestępstwa, w tym skierowane przeciw mieniu lub występki obyczajowe jak cudzołóstwo. Była bądź jest też zapisana w prawach religijnych różnych wyznań.
Według raportu Amnesty International w 2017 roku kara śmierci była zakazana w 106 krajach (w 1997 roku były to 63 państwa, a w 2016 już 104). W 142 państwach kara śmierci nie jest praktykowana.

## Historia kary śmierci
Kara śmierci była stosowana na całym świecie jeszcze za czasów, gdy prawo opierało się na zwyczajach i regułach kultury (prawo zwyczajowe). Stosowana w przypadku zabójstwa lub morderstwa, często była wykonywana przez rodzinę osoby zabitej.
Kara śmierci znajdowała się w obowiązujących prawach ludzkości na przestrzeni całej znanej historii. Prawo Drakona (621 p.n.e.) przewidywało karę śmierci za większość – nawet drobnych – wykroczeń. Karę śmierci zniosła, po raz pierwszy w nowożytnej historii prawa, Leopoldina – kodeks karny wydany przez wielkiego księcia Toskanii Leopolda Habsburga w 1786 roku, lecz dopiero w XX wieku tendencja do znoszenia kary śmierci znalazła wyraz w kodyfikacjach karnych większej liczby państw.
W 1977 organizacja Amnesty International rozpoczęła kampanię przeciwko karze śmierci. Do końca XX wieku większość państw demokratycznych ją zniosła (nie uczyniły tego m.in. USA, Japonia, Korea Południowa, Republika Chińska, Malezja czy Indie).

### Kara śmierci w Europie
Kara śmierci, obok kar okaleczających, była najczęściej stosowaną karą w średniowieczu. Jednak nawet rozmyślne zabójstwo nie zawsze było karane śmiercią, a na przykład grzywną (w Polsce pod nazwą główszczyzna), bo kara zależała od pozycji społecznej ofiary i sprawcy, w mniejszym stopniu od okoliczności zdarzenia. Poza tym kara śmierci orzekana była za szereg innych, drobnych czynów przestępczych. Głównym powodem tego był fakt, że przy braku więzień była ona jedynym sposobem na usunięcie ze społeczności jednostek w jakikolwiek sposób zagrażających innym. Drugim powodem była chęć przeciwdziałania przestępczości i zadaniu temu służyć miało publiczne wykonywanie egzekucji. Kryterium doboru czynów, za które groziła kara śmierci, zależało jedynie od tego, w jakim stopniu dany czyn był uciążliwy społecznie i jak bardzo rozpowszechnione było jego popełnianie (np. w XVI wieku król Anglii Henryk VIII wobec plagi drobnych kradzieży kieszonkowych, wprowadził karę śmierci za kradzież kwoty większej niż 13 pensów lub przedmiotów tej wartości).
Kara śmierci wobec osób, które popełniały przestępstwa niezagrażające w sposób istotny państwu, wykonywana była w sposób, który nie miał zadać im nadmiernego bólu. Wobec osób, których czyny w sposób istotny zagrażały interesom panującego, wykonanie kary śmierci odbywało się w sposób, który miał dostarczyć maksimum cierpienia, a publiczny charakter egzekucji miał być przestrogą dla widzów.
Stopniowo lista czynów zagrożonych egzekucją stawała się krótsza. Początkowo powodami tego były m.in. odkrycia geograficzne, które umożliwiły pozbywanie się jednostek aspołecznych (w szerokim rozumieniu tego słowa) w sposób inny niż ich zabicie, tj. poprzez zesłanie do kolonii karnej, skąd po odbyciu kary nie było możliwości powrotu. W następnych wiekach, wraz z rozwojem gospodarczym, większe wpływy do skarbca państwowego umożliwiły otwieranie więzień, w których winni drobnych przestępstw mogli odbywać karę. Równolegle postępował rozwój moralności w kierunku, który postulował ograniczanie egzekucji tylko do przypadków najcięższych przestępstw.
Na skutek powszechnej tendencji w drugiej połowie XX wieku do rezygnacji z kary śmierci wśród państw członkowskich Rady Europy 28 kwietnia 1983 w Strasburgu uchwalono protokół nr 6 do Europejskiej Konwencji Praw Człowieka z 1950, znoszący wśród sygnatariuszy karę śmierci w czasie pokoju. Dodatkowo, 3 maja 2002 r. uchwalono w Wilnie protokół nr 13 do tej konwencji, bezwzględnie znoszący karę śmierci, także podczas wojny (nie został on ratyfikowany przez kilku członków Rady Europy).
Stosowania i wykonywania kary śmierci zakazuje także Karta Praw Podstawowych w art. 2.2.

## Kara śmierci a demokracja
Nie można wykazać bezpośredniego związku pomiędzy systemem politycznym państwa a stosowaniem kary śmierci, aczkolwiek większość państw o rozwiniętym systemie demokratycznym obecnie nie stosuje kary śmierci, w tym wszystkie państwa Unii Europejskiej. Jakkolwiek w większości państw niedemokratycznych istnieje kara śmierci, istnieją także takie, które z przyczyn wizerunkowych zniosły ten rodzaj sankcji (państwem takim była m.in. Serbia, pod rządami Slobodana Miloševicia – w 1995). Podobnie autorytarne reżimy, np. Turkmenbaszy w Turkmenistanie, który w 1999 oficjalnie zniósł karę śmierci. W Chile wykonywania kary śmierci zaprzestano w okresie wojskowej dyktatury Augusto Pinocheta (ostatnia egzekucja miała miejsce w 1985).
Z drugiej zaś strony, wśród państw stosujących karę śmierci, a uznawanych za demokratyczne i przestrzegające praw człowieka, są takie jak Indie czy Japonia. Niejednolita jest sytuacja kary śmierci w USA. Prawo stanowe większości stanów zezwala na stosowanie kary śmierci. Niemniej w 9 stanach nie stosuje się takiej kary, w trzech zawieszono jej wykonywanie w 1976, a w dwóch uznano ją za niekonstytucyjną, co skutkuje niemożnością wykonania tej kary na ich terenie, nawet w przypadku wydania wyroku federalnego. W pozostałych stanach kara śmierci jest orzekana, choć nie we wszystkich wykonywana.

## Kara śmierci w systemach religijnych

### Kara śmierci w Biblii

#### Stary Testament
W Starym Testamencie wymienione zostały liczne czyny, których popełnienie ma być karane śmiercią, i tak są nimi m.in. pobicie rodziców (Wj 21,15), a nawet złorzeczenie im (Wj 21,17), czary (Wj 22,17 lub 22,18), sodomia (Wj 22,18 lub 22,19), cudzołóstwo (Kpł 20,10), nieprzestrzeganie szabatu (Wj 35,2) oraz inne. Jednak w każdym z tych przypadków kara śmierci podlegała zwyczajowi wykupu. Jedynie wobec morderstwa pierwszego stopnia egzekucja była bezapelacyjnie nakazana (Lb 35,31).
Stosowanie kary za morderstwo pojawia się w Biblii wielokrotnie; nakaz taki pojawia się w każdej z ksiąg Pięcioksięgu Mojżeszowego, co jest rozwinięciem pojawiającej się na początku Biblii zasady, iż:
kto przelewa krew człowieka, przez człowieka zostanie przelana jego własna krew (Rdz 9,6). Jakkolwiek sformułowanie takie nakazuje karanie śmiercią każdego przypadku zabicia człowieka, w dalszej części Biblii pojawia się wyraźne rozróżnienie pomiędzy zabójstwem nieumyślnym a umyślnym, i stosownie do tego nakazane są odmienne postępowania. Zabójstwo nieumyślne miało być także karane śmiercią, aczkolwiek z licznymi wyjątkami, jak np. zabicie złodzieja kradnącego przed wschodem słońca (Wj 22,1), jednak sprawca zabójstwa nieumyślnego zawsze mógł uniknąć kary śmierci udając się na określony czas na wygnanie do jednego z kilku wyznaczonych w tym celu miast, a gdy zdecydował się na taką banicję, krewni ofiary nie mogli go zabić. W odniesieniu do rozmyślnego zabójstwa istnieje bezwzględny nakaz pozbawienia sprawcy życia, przy czym mordercy nie przysługuje nawet prawo azylu świątynnego: jeśliby kto umyślnie przeciw bliźniemu swemu zasadziwszy się zdradą zabił go, i od ołtarza mego weźmiesz go i zabijesz! (Wj 21,14). Biblia zakazując stosowania wobec rozmyślnych zabójców kar innych niż kara śmierci zawiera także groźbę w stosunku do społeczności, która zaniecha obowiązku stosownego ukarania mordercy: nie wolno wam plugawić ziemi, w której jesteście; krew bowiem plugawi ziemię, a za ziemię nie można dokonać przebłagania w związku z krwią, którą na niej przelano, jak tylko krwią tego, który ją przelał. (Lb 35,33).
Warto zauważyć, że nie ma zbyt wielu dowodów na powszechność egzekucji w starożytnym Izraelu. Co więcej, w Biblii znane są passusy wskazujące na to, że kara śmierci nie była stosowana zbyt często (np. królowie Izraela i Judy nie egzekwowali karania śmiercią za przestępstwa inne niż zabójstwo).

#### Nowy Testament
W tekstach Ewangelii nie ma żadnych fragmentów, w których Jezus odniósłby się wprost do problemu moralnej godziwości kary śmierci. Można natomiast znaleźć w nich wiele wypowiedzi pośrednio odnoszących się do tej kwestii. Z jednej strony Chrystus sprzeciwia się pragnieniu swoich uczniów sprowadzenia ognia z nieba na Samarytan za okazaną przez nich niegościnność (Łk 9, 55); w ogrodzie Oliwnym napomina Apostołów, aby nie stawiali oporu przy jego aresztowaniu (Mt 26, 52); przypowieść o chwaście bywa często odczytywana jako życzenie Jezusa, aby złych ludzi nie usuwać z tego świata zbyt pochopnie (Mt 13, 30). Najczęściej przytaczanym fragmentem jest jednak scena spotkania Jezusa z cudzołożnicą, podczas którego Chrystus uczynił wszystko, aby kobieta ta nie została ukamienowana, co jej wtedy formalnie groziło: Kto z was jest bez grzechu, niech pierwszy rzuci na nią kamień (J 8, 7). Podobnych wypowiedzi jest więcej i, choć Jezus miał ku temu wiele okazji, nie stanowią one wyraźnego odrzucenia i potępienia kary śmierci jako takiej. W scenie z cudzołożnicą trudno dopatrywać się negatywnego nastawienia Jezusa do kary śmierci samej w sobie, natomiast znacznie łatwiej zauważyć jego wyraźną dezaprobatę tej kary jako nieproporcjonalnej sankcji do winy oskarżonej kobiety. Wszystkie te fragmenty Ewangelii zawierają raczej szereg różnych wypowiedzi doceniających życie, a nie przemoc i śmierć. W przepowiadaniu Chrystusowym nie mieści się również wyraźna aprobata dla pozbawienia życia przestępcy w ramach kary za zbrodnię, jednak w żadnym też miejscu Jezus nie odmawia państwu prawa do ostatecznego usunięcia zbrodniarzy ze społeczeństwa. Co więcej, można odnaleźć także kilka fragmentów, w których mieści się raczej pozytywne odniesienie do tej najsurowszej sankcji. W rozmowie z faryzeuszami Chrystus cytuje z aprobatą surowe przykazanie: Kto złorzeczy ojcu lub matce, niech śmierć poniesie (Mt 15, 4). Podczas pobytu w Kafarnaum przestrzega swoich uczniów przed zgubnymi skutkami postawy gorszącej: Kto by się stał powodem grzechu dla jednego z tych małych, którzy wierzą, temu byłoby lepiej uwiązać kamień młyński u szyi i wrzucić go w morze (Mk 9, 42). Kiedy Piłat powołuje się na posiadaną przez siebie władzę uwolnienia lub ukrzyżowania Jezusa, ten mu odpowiada: Nie miałbyś żadnej władzy nade Mną, gdyby ci jej nie dano z góry (J 19, 11), potwierdzając tym samym pochodzenie władzy państwowej z Bożego nadania i, jak się wydaje, pośrednio również jej uprawnienie do wymierzania kary śmierci. Chrystus chwali również konającego na krzyżu dobrego łotra, który przyznał, że zarówno on, jak i drugi ukrzyżowany wraz z nim przestępca odbierają sprawiedliwą karę za swoje złe uczynki, i nawrócił się w tej dramatycznej chwili swego życia (Łk 23, 39-43). Wreszcie sam Jezus przyjął świadomie karę śmierci, która stała się okazją do zbawczego czynu Mesjasza, a przez to, z teologicznego punktu widzenia, weszła w obręb koncepcji chrystologicznej i trynitarnej.
Święty Paweł Apostoł w Liście do Rzymian potwierdził uprawnienie władzy państwowej do wymierzania kary śmierci: Każdy niech będzie poddany władzom, sprawującym rządy nad innymi. Nie ma bowiem władzy, która by nie pochodziła od Boga, a te, które są, zostały ustanowione przez Boga. Kto więc przeciwstawia się władzy – przeciwstawia się porządkowi Bożemu. Ci zaś, którzy się przeciwstawili, ściągną na siebie wyrok potępienia. Albowiem rządzący nie są postrachem dla uczynku dobrego, ale dla złego. A chcesz nie bać się władzy? Czyń dobrze, a otrzymasz od niej pochwałę. Jest ona bowiem dla ciebie narzędziem Boga, [prowadzącym] ku dobremu. Jeżeli jednak czynisz źle, lękaj się, bo nie na próżno nosi miecz. Jest bowiem narzędziem Boga do wymierzania sprawiedliwej kary temu, który czyni źle (Rz 13, 1-4). Jeszcze dobitniej zwrócił się do chrześcijan z Koryntu, polecając im, aby wydali grzesznika szatanowi na zatracenie ciała, lecz ku ratunkowi jego ducha (1 Kor 5, 5).

### Kara śmierci w judaizmie
Do II w. n.e. kara śmierci na terenie Palestyny wykonywana była w różny sposób, w zależności od rodzaju przestępstwa, za które została orzeczona. Jeżeli nie było nakazane zastosowanie innego rodzaju kary śmierci skazany był pozbawiany życia przez uduszenie. Kara ta stosowana była m.in. za cudzołóstwo i porwanie (ale tylko Żyda). Ścięcie było karą za morderstwo, a także bałwochwalstwo, spalenie na stosie – za większość przestępstw związanych z kazirodztwem zaś ukamienowanie – m.in. za sodomię.
W okresie istnienia państwa żydowskiego częstotliwość orzekania i wykonywania kary śmierci prawdopodobnie nie odbiegała od przeciętnej w innych krajach. Po zniszczeniu państwowości żydowskiej sytuacja zaczęła się zmieniać.
Stopniowo nasilała się tendencja do traktowania kary śmierci w sposób wyjątkowy. Uzyskiwano to za sprawą licznych wymogów proceduralnych, jak np. wymóg zeznań dwóch naocznych świadków czynu, wymóg, by potwierdzono, iż przestępca miał świadomość, iż popełnia zbrodnię, za którą grozi mu kara śmierci, a także konieczność uzyskania odpowiedniej większości głosów w sądzie. W praktyce orzeczniczej oznaczało to, że do skazania na śmierć trzeba było popełnić przestępstwo w obecności co najmniej dwóch świadków, zaś sąd musiał udowodnić, iż przestępca przed popełnieniem czynu został ostrzeżony i poinformowany o grożących mu konsekwencjach, co w sposób oczywisty powodowało, że spełnienie tych wymogów było trudne, a kara śmierci orzekana sporadycznie, wraz z upływem czasu coraz rzadziej. Od ok. II w. p.n.e., gdy orzekanie kary śmierci rozpoczął Sanhedryn, wyroki śmierci zapadały początkowo raz na kilka miesięcy, a w okresie późniejszym – co kilka – kilkanaście lat.

### Kara śmierci w chrześcijańskiej Europie
Kara śmierci stosowana była we wszystkich krajach Europy starożytnej, stąd jej przyjęcie przez chrystianizujące się państwa było z jednej strony kontynuacją dawnego prawodawstwa, a z drugiej – realizacją zasad prawa biblijnego (ten aspekt wyrażał się w wyrokach za przestępstwa związane z religią).

#### Stanowisko Kościoła katolickiego przed XX w.
Zanim chrześcijaństwo stało się religią oficjalną w Imperium Rzymskim, warunkiem przyjęcia chrztu przez rzymskiego urzędnika było zrzeczenie się ius gladii – prawa do wymierzania kary śmierci. Jednakże byli też tacy filozofowie chrześcijańscy (np. Klemens Aleksandryjski, Tertulian, Laktancjusz), którzy w myśl słów św. Pawła (Rz 13,4) uważali, że kara śmierci jest usprawiedliwionym narzędziem ze strony państwa pogańskiego. Od IV w. zaczęto jednak uważać, że zakaz zabijania dotyczy wyłącznie duchownych, zaś świeccy chrześcijanie piastujący władze sądowniczą mogą stosować tę sankcję za najpoważniejsze przestępstwa, jeśli tylko zachowano procedurę prawną i udowodniono sprawcy winę ponad wszelką wątpliwość. Racjonalizacji kary śmierci w wiekach średnich podjął się m.in. św. Tomasz. Uważał on, że istnieje wyjątek od zakazu nie zabijaj względem osoby, która swoim postępowaniem zagraża dobru wspólnemu. Taką jednostkę Akwinata porównał do chorego organu ciała, który trzeba wyciąć, żeby nie zaszkodził reszcie. Co więcej uważał, że człowiek wskutek złych czynów traci swoją godność i staje się gorszy od zwierząt – zatem skoro można zabijać zwierzęta, jeśli służy to ludziom, to i można zabijać najbardziej niebezpiecznych złoczyńców. Argument Tomasza zaczął tracić na znaczeniu wskutek rozwoju instytucji więziennictwa w XIX i XX w., które zapewniają ochronę społeczeństwa bez fizycznej eliminacji niebezpiecznej jednostki.

#### Kara śmierci za przestępstwa określane przez religie
(Jako kategoria związana z religią została tutaj wyodrębniona grupa przestępstw, obecnie nie traktowanych jako czyny zabronione, których karalność wynikała z faktu stania się chrześcijaństwa religią panującą, m.in. to co Kościół uważał za herezje czy czary)
Kara śmierci za herezję pojawiła się jeszcze w starożytnym Rzymie. Wkrótce po uznaniu chrześcijaństwa za religię panującą został wprowadzony przepis, skazujący przywódców sekty manichejczyków na śmierć na stosie w 387. Także w 453 cesarz Teodozjusz uznał herezję za przestępstwo równe zdradzie stanu i przewidział za nie karę śmierci przez spalenie żywcem. Podobne postanowienia zawierał kodeks Justyniana z 534 (Corpus Iuris Civilis).
W wiekach następnych wpływ Kościoła, uznającego, iż heretyków należy przede wszystkim nawracać i karać za pomocą kar kościelnych spowodował, iż herezja nie była karana śmiercią, zaś zdarzające się incydentalnie wypadki takich działań ze strony władz świeckich (np. palenie heretyków przez króla Francji Roberta II Pobożnego w Orleanie w 1022) spotykały się z potępieniem Kościoła.
Zmiana tego stanowiska nastąpiła na początku XIII w., kiedy to jeden z liderów heretyckiej sekty katarów zamordował kaznodzieję Piotra de Castelnau. Rozpoczęta wówczas krucjata przeciw katarom i masowe stosowanie kary śmierci spotkało się z aprobatą Kościoła.
W okresie tym zaczęła działać inkwizycja, której głównym zadaniem była walka z herezją, jednak sama inkwizycja nie stosowała kary śmierci, a osądzonego przekazywała do ukarania „ramieniu świeckiemu”. Liczba wyroków śmierci wykonanych z inspiracji inkwizytorów jest trudna do określenia, zaś liczby wahają się od kilkunastu do kilkuset tysięcy.
W okresie reformacji dość powszechne było prześladowanie, a czasem karanie śmiercią wyznawców innego odłamu chrześcijaństwa, niż dominujący na danym terytorium. Działania takie podejmowały jednak zawsze władze świeckie, choć z inspiracji duchownych, i zjawisko to występowało zarówno w krajach katolickich, jak i protestanckich.
Do gorliwego tępienia herezji za pomocą wszelkich dostępnych środków przez władze państwowe, poza względami religijnymi przyczyniło się traktowanie herezji jako przestępstwa zagrażającego stabilności państwa.
Często pojęcie herezji, używane jako główny zarzut i umożliwiające wydanie wyroku śmierci nie wiązało się z negowaniem nauki Kościoła, a było wykorzystywane przez władze świeckie do zapewniania porządku społecznego (stąd karanie za herezję uczestników różnego rodzaju ruchów kontestujących feudalny porządek społeczny). Takie podejście występowało zarówno w krajach katolickich, jak i protestanckich.
Pod zarzutami herezji zostali straceni przez spalenie na stosie m.in. Joanna d’Arc, Jan Hus i Giordano Bruno. Galileusz (Galileo Galilei) został pod groźbą kary śmierci zmuszony do odwołania swoich twierdzeń i skazany na dożywotni areszt domowy.
Kara śmierci w procesach o czary stosowana była głównie w krajach protestanckich (także poza Europą, np. w angielskich koloniach w Ameryce w Salem), zaś największe nasilenie egzekucji skazanych za ten czyn wbrew obiegowym opiniom miało miejsce nie w średniowieczu, a w epoce nowożytnej (XVI i XVII w.). Ostatni wyrok śmierci (przez spalenie na stosie, poprzedzone uduszeniem) wykonano w Prusach, w 1811 (wyrok ten obejmował karę nie tylko za czary, ale i podpalenie). Ogólna liczba ofiar w procesach o czary liczy prawdopodobnie ponad 140 tysięcy, jednak istnieją bardzo duże rozbieżności w szacunkach tej liczby.

#### Obecne stanowisko Kościoła katolickiego
Od wydania w 1992 r. Katechizmu Kościoła Katolickiego jego brzmienie dotyczące kary śmierci uległo dwóm zmianom. Od wersji wprowadzonej przez Kongregację Nauki i Wiary z polecenia papieża Franciszka w 2018 r. można mówić, iż Kościół katolicki uważa karę śmierci za niedopuszczalną. Wcześniej Jan Paweł II i Benedykt XVI apelowali o zniesienie kary śmierci, ale mniej stanowczo. W Katechizmie Kościoła Katolickiego czytamy:
Wymierzanie kary śmierci, dokonywane przez prawowitą władzę, po sprawiedliwym procesie, przez długi czas było uważane za adekwatną do ciężaru odpowiedź na niektóre przestępstwa i dopuszczalny, choć krańcowy, środek ochrony dobra wspólnego.
Dziś coraz bardziej umacnia się świadomość, że osoba nie traci swej godności nawet po popełnieniu najcięższych przestępstw. Co więcej, rozpowszechniło się nowe rozumienie sensu sankcji karnych stosowanych przez państwo. Ponadto, zostały wprowadzone skuteczniejsze systemy ograniczania wolności, które gwarantują należytą obronę obywateli, a jednocześnie w sposób definitywny nie odbierają skazańcowi możliwości odkupienia win.
Dlatego też Kościół w świetle Ewangelii naucza, że „kara śmierci jest niedopuszczalna, ponieważ jest zamachem na nienaruszalność i godność osoby”, i z determinacją angażuje się na rzecz jej zniesienia na całym świecie. (KKK 2267)

##### Kara dożywotniego więzienia jako forma ukrytej kary śmierci
W 2020 r. papież Franciszek w swej encyklice społecznej Fratelli tutti dał wyraz stanowisku, że człowiek nie może nakładać kary, która byłaby prostą zemstą, ani takiej, która odbierałaby skazanemu nadzieję. Taką karą, która pozbawia skazanego nadziei, jest - według papieża - kara dożywotniego więzienia, o której pisze: "Dożywocie to ukryta kara śmierci". Stanowisko papieża jest logiczne o tyle, że kara bezwzględnego dożywocia (tzn. bez możliwości ubiegania się o warunkowe przedterminowe zwolnienie), podobnie jak kara śmierci również jest karą, która odbiera skazanemu nadzieję, a tego wobec nikogo, nawet skazanego za najcięższe przestępstwa, nie można zrobić. Można zatem przyjąć, że w świetle obecnego nauczania Kościoła katolickiego nie można skazanemu, który wciąż pozostaje człowiekiem z przyrodzoną i niezbywalną godnością, odbierać szansy na poprawę i powrót do społeczeństwa. Podczas przemówienia do członków Międzynarodowej Komisji przeciwko Karze Śmierci w 2018 r. papież Franciszek ogłosił:
Podobnie Magisterium Kościoła uważa, że kara dożywotniego więzienia, odbierająca możliwość moralnego i egzystencjalnego odkupienia osobie skazanej i wspólnocie, jest formą ukrytej kary śmierci [...]. Bóg jest Ojcem czekającym zawsze na powrót syna, który wiedząc, że pobłądził, prosi o przebaczenie i rozpoczyna nowe życie. Nikomu zatem nie można odebrać życia ani nadziei na odkupienie i pojednanie ze wspólnotą

### Kara śmierci w islamie
Podobnie wyznawcy islamu dość szeroko stosowali karę śmierci nie tylko za zbrodnie, ale też za przestępstwa przeciwko wierze. Zapłatą dla tych, którzy zwalczają Boga, i Jego Posłańca, i starają się szerzyć zepsucie na ziemi, będzie tylko to, iż będą oni zabici lub ukrzyżowani albo też obetnie im się rękę i nogę naprzemianległe, albo też zostaną wypędzeni z kraju (Koran, sura 5, wers 33).
Zasadniczo w czasach obecnych należy odróżnić 2 kategorie pojęciowe: kara śmierci w islamie i kara śmierci w krajach islamskich, które pod wpływem wzorców zachodnich orzekają i wykonują takie wyroki znacznie rzadziej niż nakazuje Koran.
Śmiercią według najważniejszych szkół koranicznych (obejmujących ok. 98% muzułmanów) karana jest też odstępstwo od wiary (ridda), obejmująca zarówno zmianę wyznania, jak też poważne błędy doktrynalne w wyznawanym islamie (np. kwestionowanie prawdziwości Koranu). Niegdyś niemal wszystkie kraje islamskie stosowały się do tej zasady. Na początku XXI wieku (stan na 2004) wyroki śmierci za apostazję wydawane były przez państwowe sądy w ośmiu krajach islamskich: Arabii Saudyjskiej, Jemenie, Afganistanie, Komorach, Iranie, Mauretanii, Pakistanie i Sudanie.
Kara śmierci zgodnie z Koranem może też być orzeczona za poważne zbrodnie, jak zabójstwo, zdrada itp., jak też za czyny mniej groźne dla społeczności, jak zdrada małżeńska dokonana przez męża bądź żonę (według niektórych interpretacji szariatu tylko jeśli było na to 4 świadków), homoseksualizm czy czary (kategoria ta często bywa stosowana do wszelkiej działalności sprzecznej z polityką władz, np. do działalności związkowej wśród zagranicznych pracowników zatrudnionych w Arabii Saudyjskiej).

### Kara śmierci w innych systemach religijnych i cywilizacyjnych
Jakkolwiek zarówno buddyzm, jak i hinduizm zasadniczo zakazują zabijania, to zakaz ten nie był szczególnie gorliwie przestrzegany, czego wyrazem było m.in. prowadzenie wojen, i skoro zatem dopuszczono zabijanie wroga, tym bardziej dopuszczalne stało się karanie śmiercią zbrodniarzy. W hinduistycznych i buddyjskich państwach Azji Południowej do wymierzania kary śmierci stosowano często słonie (tzw. łamanie słoniem), trudno jednak powiedzieć, na ile ich użycie związane było z niechęcią do zabijania człowieka przez człowieka, a na ile było podyktowane przez wymiar praktyczny: tak wykonana kara śmierci miała dość widowiskowy przebieg i mogła pełnić funkcję odstraszającą.
Systemy moralno-prawne pozostających pod wpływem buddyzmu Japonii i Chin nie miały nic przeciw egzekucjom.
Na terenach prekolumbijskiej Ameryki stosowanie kary śmierci było praktykowane; przykładowo w państwie Azteków było nawet bardzo powszechne i połączone z rytualnym charakterem egzekucji rozumianej jako ofiara dla bogów takich jak Tlalok, Huitzilopochtli i Tezcatlipoca.
Również w Afryce wszędzie tam, gdzie powstawały pierwsze organizmy państwowe kara śmierci była stosowana (ciekawostką jest fakt, iż XIX-wieczny władca Zulusów, Czaka, szafujący karą śmierci z dużą, nawet jak na afrykańskie warunki, swobodą, był wielce zdziwiony okrucieństwem białych, gdy dowiedział się o istnieniu więzień; w ówczesnej mentalności mieszkańców tego kontynentu pozbawienie człowieka wolności, zamknięcie jak zwierzęcia w klatce było znacznie bardziej nieludzkie, niż zabicie go).

## Kara śmierci na świecie
| Kraj              | Liczba wykonanych egzekucji (2018) |
| ----------------- | ---------------------------------- |
| Chiny             | 1000+                              |
| Iran              | 253+                               |
| Arabia Saudyjska  | 149                                |
| Wietnam           | 85+                                |
| Irak              | 52+                                |
| Egipt             | 43+                                |
| Stany Zjednoczone | 25                                 |
| Japonia           | 15                                 |
| Pakistan          | 14+                                |
| Singapur          | 13                                 |
| Somalia           | 13                                 |
| Sudan Południowy  | 7+                                 |
| Białoruś          | 4+                                 |
| Jemen             | 4+                                 |
| Afganistan        | 3                                  |
| Botswana          | 2                                  |
| Sudan             | 2                                  |
| Tajwan            | 1                                  |
| Tajlandia         | 1                                  |
| Korea Północna    | Nieznana                           |

W 2005, według danych Amnesty International, wykonano na świecie co najmniej 2148 wyroków śmierci w 22 krajach. Najwięcej egzekucji (1770) wykonano w Chinach, następny był Iran – 94 wyroki, Arabia Saudyjska – 86 i w USA – 60 egzekucji. W niektórych krajach (w Iranie, Arabii Saudyjskiej, Chinach) egzekucje często wykonywane są publicznie, z kolei w USA egzekucję mogą oglądać między innymi rodziny ofiar oraz skazańca, zaś sam jej przebieg podawany jest do publicznej wiadomości, jawne są nawet takie szczegóły jak skład ostatniego posiłku.
Kara śmierci została zniesiona całkowicie w 88 krajach, 11 krajów zniosło ją z wyjątkiem szczególnych przestępstw takich jak zbrodnie wojenne, a kolejne 30 wprowadziły politykę niewykonywania jej (moratorium) lub nie wykonały żadnego wyroku od co najmniej 10 lat. Kara śmierci obowiązuje wciąż w 68 krajach świata, ale wiele z nich nie przeprowadza egzekucji. W 2004 roku 5 państw usunęło karę śmierci z prawodawstwa: Bhutan, Grecja, Samoa, Senegal i Turcja.
W 2006 karę śmierci zniesiono na Filipinach, a w 2007 w Rwandzie. W 2016 roku karę śmierci zniesiono w Beninie i Nauru.
Według raportu Amnesty International w 2016 roku kara śmierci była zakazana w 104 krajach (w 1997 roku były to 63 państwa), a co najmniej jednej egzekucji dokonano w 23 państwach (w 1997 w 40). Najwięcej egzekucji dokonano w Chinach, Iranie i Arabii Saudyjskiej. W 2017 kara śmierci została zniesiona w Mongolii oraz Gwinei, natomiast w 2022 w Malezji.
Współcześnie kara śmierci wciąż obowiązuje w większości krajów Afryki, Ameryki i Azji, poza tymi kontynentami – na Białorusi.
Rząd Demokratycznej Republiki Konga z dniem 9 lutego 2024 roku przywrócił karę śmierci za zdradę i bandytyzm. Decyzja ta znosi zakaz jej wykonywania wprowadzony w 2003 roku, przy jednoczesnej krytyce Amnesty International, która wskazuje na nieefektywny i nieskuteczny system wymiaru sprawiedliwości w Afryce Wschodniej i Południowej. W związku z tym wg AI w DRK, jako jedenastym największym państwie świata, wielu niewinnym ludziom będzie grozić egzekucja. Zgodnie z przepisami w DRK, kara śmierci może zostać nałożona w przypadku zbrodni wojennych, zbrodni przeciwko ludzkości, szpiegostwa, rebelii i spisku o charakterze przestępczym.

### Kara śmierci w Polsce

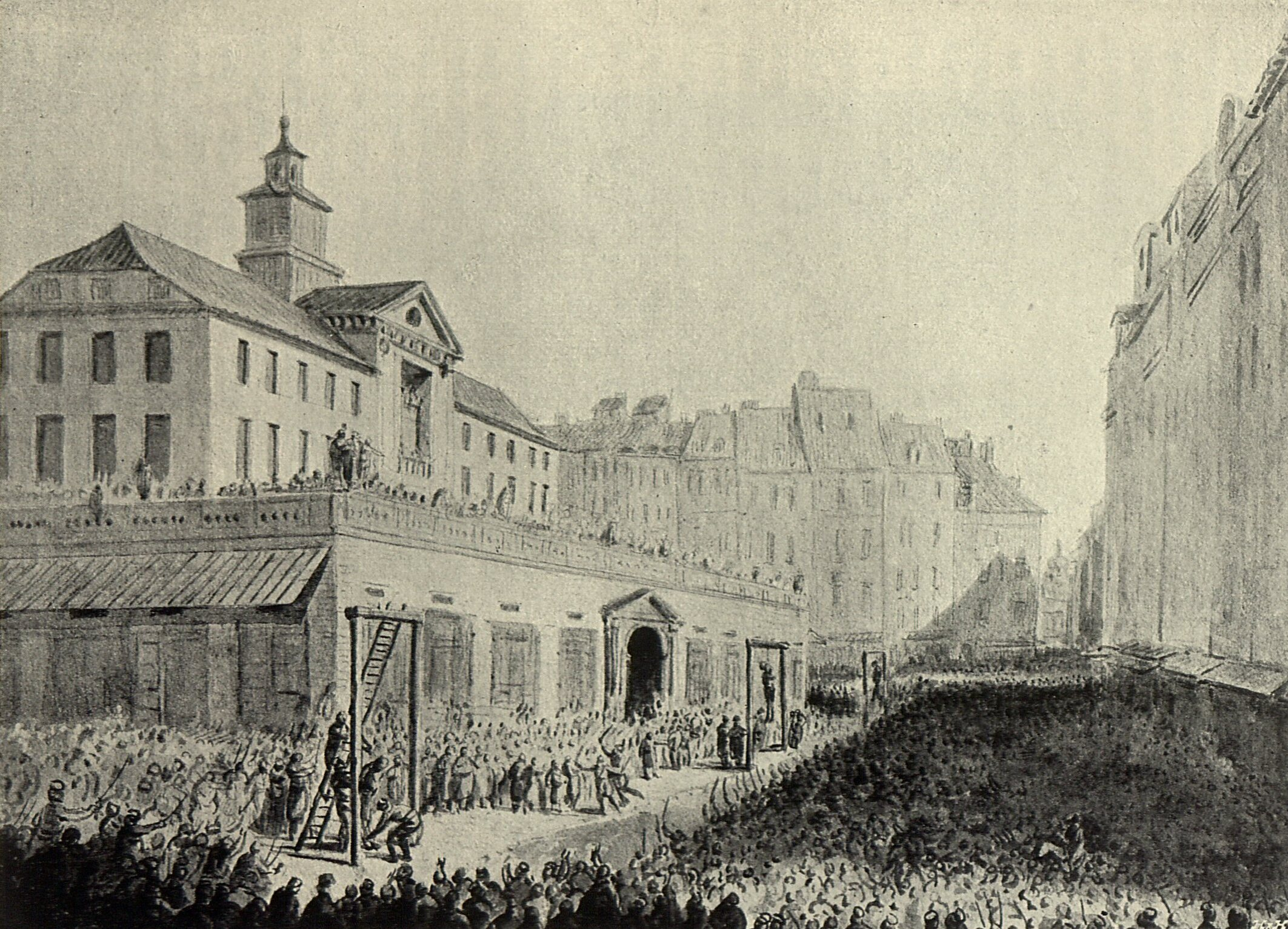
Wieszanie prawomocnie skazanych przywódców konfederacji targowickiej w Warszawie 9 maja 1794

### Kara śmierci w Stanach Zjednoczonych

Stosowanie kary śmierci w USA:
Kara śmierci nie jest stosowana,
Kara śmierci uznana za niekonstytucyjną,
Brak egzekucji od 1976 roku,
Egzekucje przeprowadzano od 1976.

Kara śmierci nie jest stosowana,
     Kara śmierci uznana za niekonstytucyjną,
     Brak egzekucji od 1976 roku,
     Egzekucje przeprowadzano od 1976.

## Metody wykonywania kary śmierci

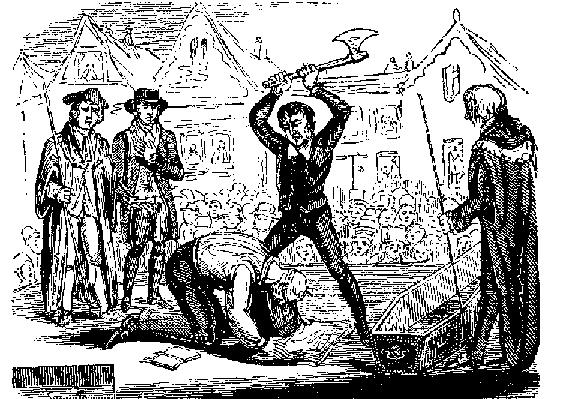
Ścięcie toporem

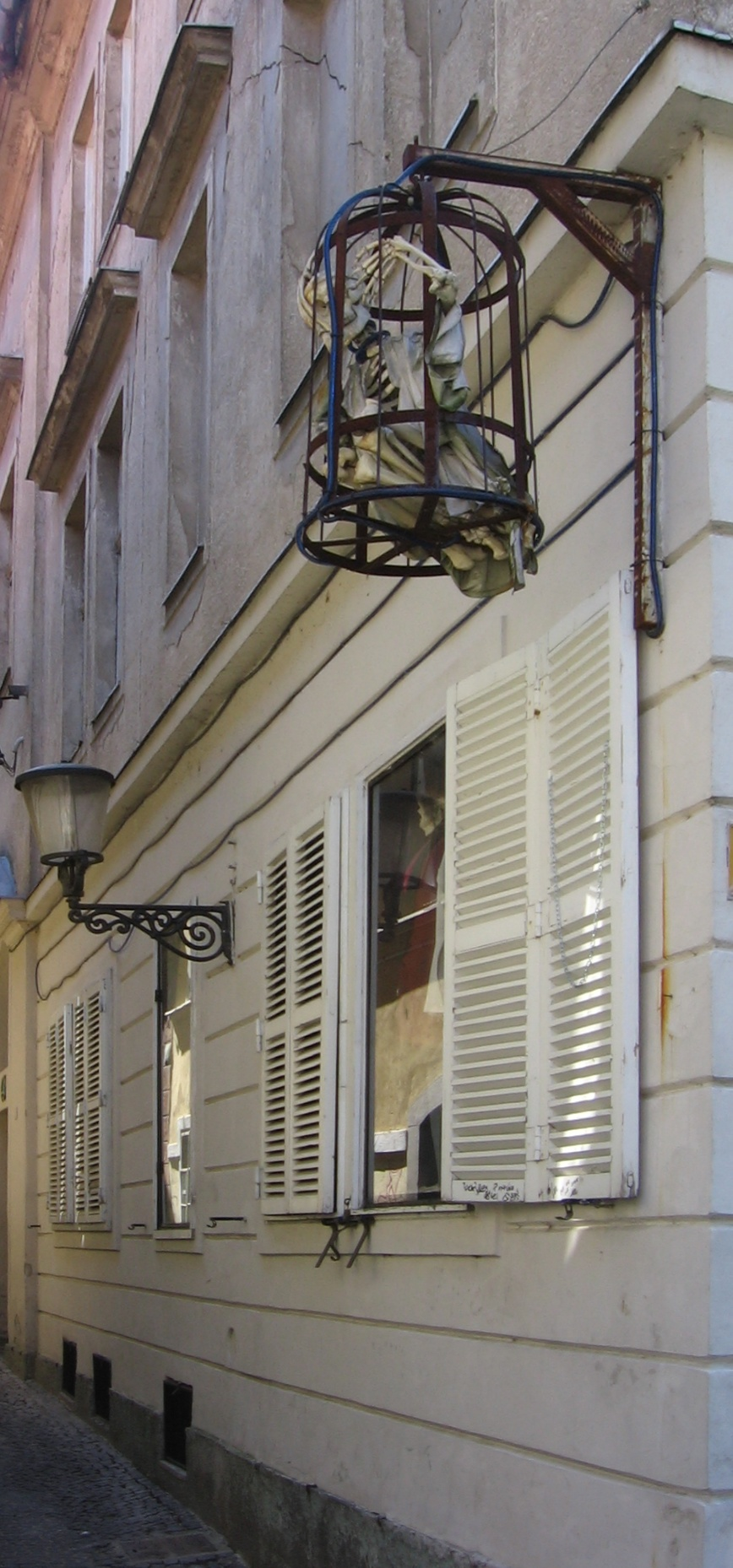
Wisząca klatka na rogu ulicy w Lublanie dla skazanego na śmierć przez zagłodzenie (wewnątrz atrapa ludzkiego szkieletu)

Rozstrzelanie (Obraz Rozstrzelanie powstańców madryckich Francisca Goi)

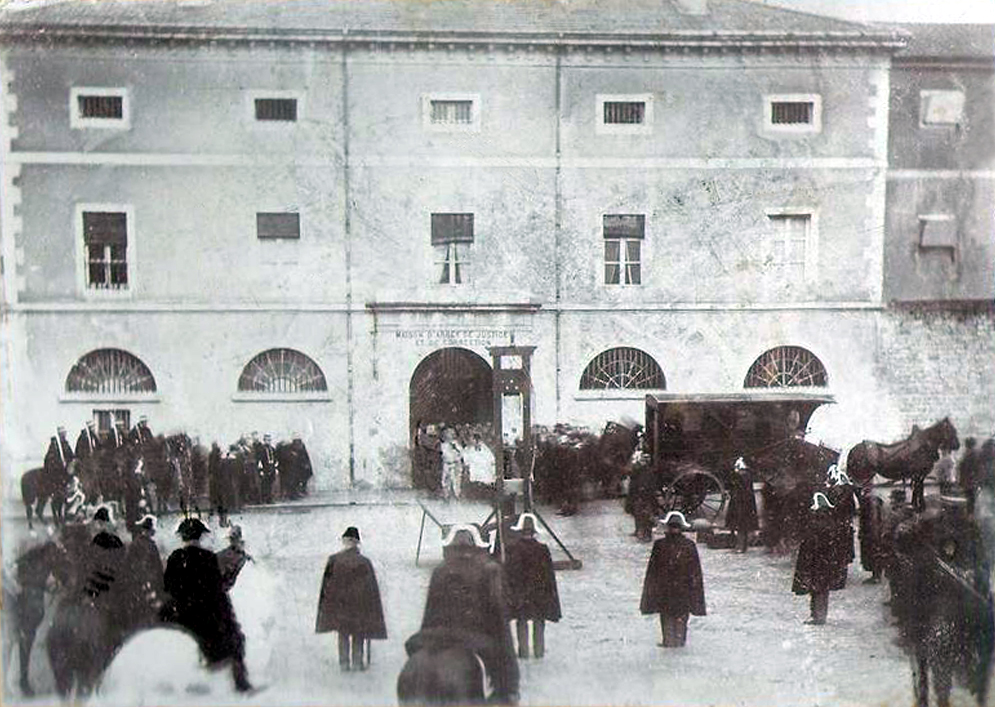
Publiczne ścięcie na gilotynie w Lons-le-Saunier (1878)

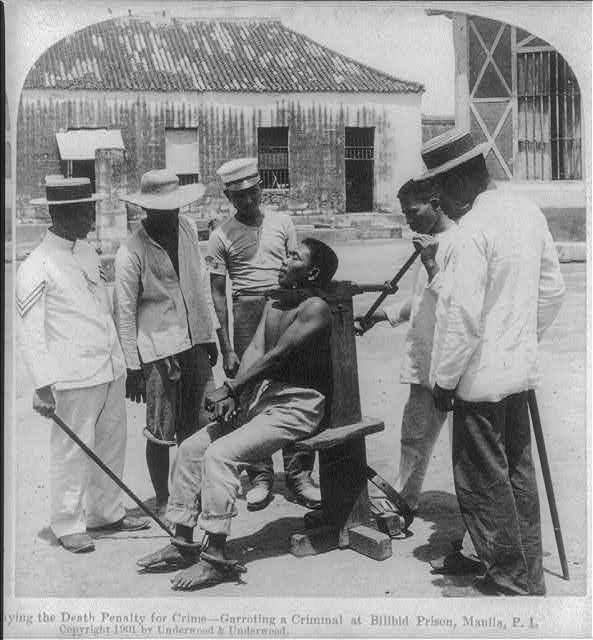
Uduszenie garotą na Filipinach (1901)

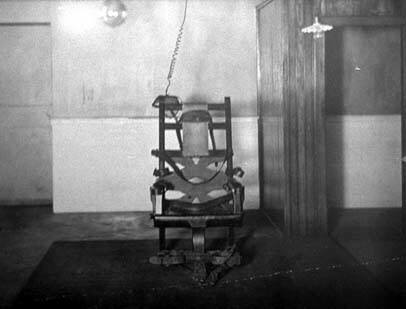
Krzesło elektryczne

Istnieje wiele sposobów wykonania kary śmierci. Dzielą się one na dwie zasadnicze grupy, zaś głównym kryterium tego podziału jest: czy kara śmierci ma być karą, której jedynym celem jest zabicie skazanego (kara śmierci zwykła), czy też śmierć jest tylko jednym z elementów wyroku, zaś równie ważnym zadaniem egzekucji jest zadanie skazanemu cierpienia (kara śmierci kwalifikowana). Niekiedy granica pomiędzy tymi typami przebiega płynnie (np. w przypadku ukamienowania), a czasem drobne elementy w sposobie wykonania egzekucji decydują, czy kara taka wiązała się z cierpieniem, czy przebiegała w sposób względnie bezbolesny (np. w przypadku kary spalenia na stosie często skazanego duszono zanim podpalono stos).
- Najbardziej rozpowszechnione metody wykonywania kary śmierci (w sposób zwykły):
  - ukamienowanie
  - powieszenie (niektóre sposoby wykonywania tej kary wiązały się z rozmyślnym zadawaniem cierpienia, np. powieszenie głową w dół).
  - uduszenie (zwykle za pomocą garoty).
  - ścięcie (wykonywane na kilka sposobów, zwykle za pomocą miecza, topora lub gilotyny)
  - rozstrzelanie
  - porażenie prądem (w zasadzie wyłącznie na krześle elektrycznym)
  - zagazowanie (w komorze gazowej)
  - zastrzyk z trucizny
  - utopienie
  - otrucie
  - zrzucenie z wysokości (np. ze skały)
  - złożenie w ofierze bogom (na różne sposoby, przy czym niektóre formy wykonania tej kary związane były z zadawaniem cierpienia)
- Najbardziej rozpowszechnione metody wykonywania kwalifikowanej kary śmierci:
  - ukrzyżowanie
  - spalenie na stosie
  - łamanie słoniem
  - ćwiartowanie
  - nabicie na pal
  - rozerwanie końmi
  - powieszenie na haku (za żebro)
  - ugotowanie (zwykle w oleju)
  - obdarcie ze skóry
  - zagłodzenie
  - rozszarpanie i pożarcie przez zwierzęta (np. lwy, psy)
  - zmiażdżenie
  - łamanie kołem (niektóre formy wykonania tej kary nie powodowały specjalnego bólu)
  - niektóre formy powieszenia (za ręce, za nogi)

Często wykonywanie kwalifikowanej kary śmierci odbywało się poprzez łączenie wielu metod torturowania, także z wykorzystaniem tych, które do śmierci nie prowadziły; przykładem takiej kombinowanej egzekucji było wykonanie wyroku na Michale Piekarskim, w której wykorzystano m.in. elementy amputacji, palenia żywcem, obdzierania ze skóry itd., by na koniec rozerwać skazanego końmi.
Niekiedy kwalifikowana kara śmierci mogła być wykonana w sposób, będący zasadniczo sposobem wykonania kary cierpienia cielesnego, które nie musiało prowadzić do zgonu, i jedynie jego nasilenie decydowało, czy skazany ma egzekucję przeżyć, czy ma być ona prowadzona do jego śmierci. Sposobami takimi mogło być m.in.
- zachłostanie na śmierć
- rozciąganie na tzw. madejowym łożu

Niezależnie od bólu, jaki sprawiała egzekucja, pewne metody wykonania wyroku uchodziły za „honorowe”, inne zaś za hańbiące.
Do tych pierwszych powszechnie zaliczano ścięcie, stąd długo w kręgu cywilizacji zachodniej przysługiwało ono jedynie osobom wywodzącym się z warstw uprzywilejowanych, i dopiero po rewolucji francuskiej (1789) zaczęto „demokratyzować” wykonywanie wyroków, stosując zgilotynowanie niezależnie od społecznego pochodzenia skazańca. Karą honorową było także rozstrzelanie.
Za karę niehonorową powszechnie uchodziło powieszenie i stosowanie jej wobec arystokracji było sporadyczne; czyniono to jedynie wówczas, gdy chciano dodatkowo pohańbić skazańca.
Powyższe podziały form wykonania na kary śmierci na honorowe i niehonorowe obowiązywały w zasadzie tylko w mentalności elit społecznych; wśród ogółu populacji, a zwłaszcza przestępców i osób, które mogły podlegać egzekucji wykształcały się niekiedy całkiem odmienne wzorce i inne rodzaje egzekucji uważane za honorowe, i tak np. wśród Kozaków zaporoskich nabicie na pal uchodziło za godny sposób zakończenia życia, zaś wśród zbójników tatrzańskich za swego rodzaju honor uchodziła kara śmierci przez powieszenie na haku za ostatnie żebro.

### Metody wykonywania kary śmierci w starożytnym Rzymie
W starożytnym Rzymie kara śmierci była wykonywana przez:
- nabicie na pal
- powieszenie (w tym głową w dół)
- zmuszenie do samobójstwa (wykonywanego zwykle za pomocą trucizny lub przez przecięcie żył)
- spalenie (w tym po zakopaniu do połowy ciała)
- ścięcie mieczem
- śmierć na arenie
- rozerwanie końmi
- poena cullei – zaszycie ze zwierzętami w worku i zatopienie (dla ojcobójców)
- zrzucenie ze skały Tarpejskiej (dla zdrajców i osób poświadczających nieprawdę przed sądem)
- ukrzyżowanie (dla przestępców i buntowników – niebędących obywatelami rzymskimi)

## Argumenty za i przeciw stosowaniu kary śmierci
W dyskusjach o karze śmierci, między jej zwolennikami i przeciwnikami często przewijają się następujące argumenty:
| Za | Przeciw |
| --- | --- |
| - odstrasza potencjalnych przestępców. Kilkanaście badań przeprowadzonych w ostatniej dekadzie przez naukowców w USA wykazało, że kara śmierci pełni funkcję odstraszającą, a tym samym ratuje życie potencjalnych ofiar morderstw. | - istnieją poglądy i badania wykazujące, że kara śmierci nie odstrasza przestępców bardziej niż np. kara dożywotniego więzienia. M.in. badania ONZ aktualizowane w roku 2001 wykazały, że kara śmierci nie odstrasza potencjalnych przestępców; statystyki kryminologiczne wykazują, że osoby dopuszczające się czynów zagrożonych karą ostateczną w większości przypadków wcale o niej nie myślą, bo z góry zakładają, że jej unikną (nieuchronność kary jest ważniejsza od jej wysokości) - argument w dyskusjach politycznych o karze śmierci jako antidotum przeciwko przestępczości jest postrzegany jako demagogiczny i populistyczny, zamiast podjęcia trudniejszych działań zmierzających do ograniczenia przestępczości; |
| - uniemożliwia ucieczkę lub zwolnienie przez nowy reżim państwowy; | - przekreśla możliwość poprawienia się sprawcy w przyszłości; |
| - uniemożliwia popełnianie dalszych przestępstw; | - dożywotnie pozbawienie wolności wystarcza do unieszkodliwienia sprawcy przestępstwa i ochrony społeczeństwa przed nim; |
| - uniemożliwia szantaż (najczęściej porywanie zakładników w celu wymuszenia uwolnienia lub zamachy terrorystyczne na więzienia) przez wspólników będących na wolności; | - w przypadku tzw. przestępstw z przekonania myśl o ewentualnej karze śmierci nie działa na potencjalnych przestępców odstraszająco, bo wyżej niż życie cenią swoje przekonania, a ewentualne pozbawienie życia postrzegają w kategoriach męczeństwa; |
| - kara śmierci występuje we wszystkich cywilizacjach i kręgach kulturowych, jest odwieczną tradycją i istniała od zawsze; - jest dopuszczana przez Biblię (zarówno Stary, jak i Nowy Testament) i Koran; - tradycyjne nauczanie Kościoła katolickiego od 2000 lat dopuszcza stosowanie kary śmierci, jeśli jest ona „jedynym dostępnym sposobem skutecznej ochrony ludzkiego życia przed niesprawiedliwym napastnikiem”, a w pewnych okresach historycznych Kościół był jej wręcz przychylny (np. kontrreformacja). Przeciwnego zdania był papież Franciszek, ale ogłaszane przez niego stanowisko w kwestii kary śmierci nie posiada rangi nauczania ex cathedra, tzn. nieomylnego, niepodlegającego jakiejkolwiek dyskusji; | - Katechizm Kościoła Katolickiego w obecnie obowiązującym brzmieniu (od 2018 r.) uznaje ją za niedopuszczalną, ponieważ „jest zamachem na nienaruszalność i godność osoby” (KKK 2267). Jej przeciwnikami byli papieże Jan Paweł II, Benedykt XVI i Franciszek. Wcześniej KKK uznawał karę śmierci za dopuszczalną w sytuacjach ostatecznych, kiedy nie ma alternatywnego sposobu ochrony ludzkiego życia, dodając, że w praktyce w dzisiejszych czasach takie sytuacje zdarzają się bardzo rzadko; - cytaty zaczerpnięte z Nowego Testamentu nie są oficjalną wykładnią Kościoła Katolickiego i nie stanowią biblijnych podstaw do zasadności jej stosowania. Są to subiektywne interpretacje zwolenników kary śmierci wśród katolików wykazujących nieposłuszeństwo wobec obecnie obowiązującej oficjalnej nauki Kościoła Katolickiego w tej sprawie; - nowoczesna interpretacja niektórych religii (zwłaszcza chrześcijaństwa) zakazuje odbierania życia (życie ludzkie pochodzi od Boga i nikt nie ma prawa go człowiekowi odbierać); potępiają ją także niektóre systemy filozoficzno-etyczne i część konwencji międzynarodowych – kardynał Theodore McCarrick powiedział: „W oparciu o nauczanie Kościoła katolickiego opowiadamy się przeciwko obejmowaniu karą śmierci nawet terrorystów. [...] Jako duszpasterze jesteśmy przekonani, że stosowanie kary śmierci w jakichkolwiek okolicznościach pomniejsza nas jako istoty ludzkie. Nie możemy nauczać, że zabójstwo jest złem sami zabijając innych ludzi (Katolicka Agencja Informacyjna, 31.10.2004).”; |
| - nieetyczna i sprzeczna z poczuciem sprawiedliwości jest sytuacja, w której w sposób pośredni społeczeństwo, a zwłaszcza krewni ofiary zmuszeni są do partycypowania w kosztach utrzymania mordercy bliskiej osoby; | - nieetyczna i sprzeczna z poczuciem sprawiedliwości jest sytuacja, w której społeczeństwo, a zwłaszcza krewni przestępcy (matka, ojciec, dzieci), zmuszeni są do partycypowania w kosztach wykonania na nim wyroku śmierci; - gdy skazany będzie zamiast kary śmierci odsiadywał dożywocie i pracował w więzieniu, wówczas społeczeństwo skorzysta bardziej, niż pozbawiając skazanego życia; |
| - w odczuciu wielu ludzi jest to sprawiedliwa forma odpłaty za pozbawienie życia (zasada talionu); - obecne metody wykonywania ograniczają cierpienie fizyczne do minimum; | - jest uważana przez część ludzi za niehumanitarną lub nieetyczną; |
| - powoduje równoprawność ofiary i mordercy; - winą za pozbawienie życia człowieka wskutek wykonania wyroku śmierci nie można obciążać ani prawodawcy wprowadzającego karę śmierci do kodeksu karnego, ani prokuratora żądającego wymierzenia jej oskarżonemu, ani sędziego wydającego wyrok, ani nawet kata, który go wykonuje. Wyłączną winę za to zabójstwo ponosi sam stracony przestępca, który dopuścił się w pełni świadomie czynu zagrożonego karą śmierci; - w państwach, w których nie stosuje się kary śmierci, policja ma tendencje do rozstrzeliwania najbardziej niebezpiecznych przestępców (np. terrorystów) w trakcie akcji. W ten sposób wymierzanie sprawiedliwości przenosi się z sali sądowej na ulicę – a na ulicy dużo łatwiej o pomyłkę niż po rzetelnym, sprawiedliwym procesie przed niezawisłym sądem działającym na podstawie i w granicach prawa;                                                  | - zmusza prokuratora, sędziego, kata do wzięcia na swoje sumienie decyzji o śmierci innego człowieka; - może się stać narzędziem popełniania morderstwa (poprzez wprowadzenie sądu w błąd bądź poprzez celowe, niesprawiedliwe działanie sądu) – mord sądowy; - jest nieodwracalna – w przypadku pomyłki sądowej i niesłusznego skazania, nie ma możliwości naprawienia wyrządzonej wyrokiem szkody skazanemu; |
| - w krajach demokratycznych zwolennicy kary śmierci często wytykają jej przeciwnikom, że chociaż na ogół są zwolennikami demokracji, w tym przypadku sprzeciwiają się woli większości, która opowiada się za jej przywróceniem; - bezwzględna walka z ludźmi nieszanującymi życia innych ludzi jest zawarta w fundamentach cywilizacji zachodniej. Wyrzeczenie się kary głównej jest trendem zapoczątkowanym w latach 60. XX wieku i odrzuceniem dorobku wielu pokoleń ludzkości; | - wola większości w demokracji nie ma prawa decydowania o kwestiach etycznych, takich jak pozbawianie życia; - godność człowieka w cywilizacji zachodniej opartej na demokracji odnosi się do każdego człowieka bez wyjątku (przestępca pozostaje człowiekiem mimo swoich nieludzkich czynów); - argument prawno-aksjologiczny: większość systemów prawnych uznaje, że nadrzędną wartością, którą powinno chronić prawo, jest ludzkie życie; system prawa, który dopuszcza karę śmierci, godzi we własne aksjologiczne podstawy, co bywa oceniane w kategoriach hipokryzji („potępiam zabójstwo i dlatego będę zabijał”); |
| - bezwzględne dożywocie (tzn. bez możliwości warunkowego zwolnienia skazanego), często proponowane jako alternatywa dla KŚ, sprawia, że skazany na nie człowiek staje się praktycznie nietykalny – kolejne popełniane przez niego przestępstwa, także zabójstwa współwięźniów lub strażników więziennych, nie mają żadnego wpływu na jego sytuację prawną (całkowite i trwałe izolowanie takiej osoby od innych ludzi jest niemożliwe do zrealizowania, np. z uwagi na konieczność zapewnienia skazanemu niezbędnego wyżywienia oraz dostępu do pomocy medycznej czy stomatologicznej). Aby uniknąć bezkarności więźniów, zawsze musi istnieć jakaś kara maksymalna, czyli taka, po wykonaniu której nie można przestępcy już surowiej ukarać – a jedyną karą, która spełnia ten warunek, jest kara śmierci; | - bezwzględne dożywocie, bez możliwości wyjścia na wolność, wcale nie musi być alternatywą dla kary śmierci, lecz może nią być dożywocie z odległym terminem warunkowego zwolnienia (np. 40-50 lat), które gwarantuje izolację sprawcy od społeczeństwa na bardzo długi czas, a jednocześnie nie odbiera mu nadziei na wyjście na wolność i motywuje do poprawy; |
| - kara śmierci była stosowana w siłach zbrojnych wobec dezerterów, szpiegów i zdrajców co najmniej od czasów antycznych. Istnienie kary śmierci przynajmniej w czasie wojny jest niezbędne, gdyż żadna inna kara wobec sprawców tego typu przestępstw, popełnionych w takich okolicznościach, nie jest wystarczająca ani efektywna. W dzisiejszych czasach członkowie niektórych elitarnych oddziałów wojskowych, np. francuskiej Legii Cudzoziemskiej, mimo formalnego zakazu nadal nieoficjalnie deklarują, że w sytuacjach skrajnych zamierzają stosować karę śmierci; - argument, że kara śmierci może potencjalnie stać się narzędziem w rękach okrutnego reżimu i dlatego powinna zostać zlikwidowana, nie jest argumentem przeciwko karze śmierci jako takiej, ale przeciwko złemu jej stosowaniu i bezpodstawnemu zabijaniu pod przykrywką prawa – ów reżim, dochodząc do władzy, zawsze może karę śmierci przywrócić; | - kara śmierci stosowana jest często przez państwa rządzone przez dyktatorów jako wygodny środek eliminacji przeciwników politycznych; |
| - „człowiek potrafi się przyzwyczaić do wszystkiego” – po paru latach kara dożywotniego więzienia przestaje być tak dolegliwa jak na początku odbywania kary, zwłaszcza gdy więzień nie ma perspektyw na wyjście z więzienia; | - karę trzeba przeżyć, aby można było mówić o karze – kara śmierci w takim ujęciu nie jest karą, lecz egzekucją. |

Wymienione zostały jedynie najczęściej stosowane argumenty. Należy jednak pamiętać, iż na większość wymienionych argumentów oponenci odpowiadają kontrargumentami – i tak np. na argument o odstraszającym charakterze kary śmierci, jej przeciwnicy mówią o braku takiego związku (w rzeczywistości związek taki jest trudny do wykazania, gdyż na spadek/wzrost przestępczości wpływa wiele czynników), zaś na argument o nieskuteczności kary śmierci jej zwolennicy odpowiadają, iż kara więzienia jest nieskuteczna wobec recydywistów i w tym przypadku nieskuteczność nie może być argumentem za zniesieniem kary pozbawienia wolności.